# 伊林駅
伊林駅（いりんえき）とは、中華人民共和国黒竜江省牡丹江市穆棱市にある穆棱鉄道公交（旧浜綏線の一部）の駅。

## 歴史
- 1900年　開業。
- 2015年12月28日 - 新線付け替えにより廃止。
- 2016年7月4日 - 再開。旧穆棱駅と新穆棱駅の間で運行する連絡列車のみが停車する。[1]

## 隣の駅
中華人民共和国鉄道部
浜綏線
穆棱駅 - 伊林駅 - 下城子駅
穆棱鉄道公交
旧穆棱駅 - 伊林駅 - 新穆棱駅